# 2010 en Europe
Chronologie de l’Europe
- 2006
- 2007
- 2008
- 2009
- 2010
- 2011
- 2012
- 2013
- 2014

2008 par pays en Europe - 2009 par pays en Europe - 2010 par pays en Europe - 2011 par pays en Europe - 2012 par pays en Europe
Cet article concerne le continent européen, sauf les pays disposant d'un article détaillé (voir la palette en fin d'article).

## Chronologie

### Janvier
- 1er : l'Espagne prend la présidence tournante de l'Union européenne et succède à la Suède.
- 1er : prise de fonction du Président du Conseil européen Herman Van Rompuy.
- 2 : tentative d'assassinat du caricaturiste de Mahomet Kurt Westergaard au Danemark[1].

### Avril
- À partir du 14 avril, le trafic aérien est paralysé pendant quelques jours en raison de l'éruption de l'Eyjafjöll.

### Juin
- 1er juin 2010 : entrée en vigueur du protocole n°14 à la convention européenne des droits de l'homme modifiant le procédure de la Cour. (lire la Convention consolidée)

### Juillet
- L'Espagne est championne du monde de football : victoire 1-0 face aux Pays-Bas.

### Août
- La France récolte 18 médailles (dont 8 d'or) au Championnat d'Europe d'athlétisme.
- La France gagne 21 médailles (dont 8 d'or) au Championnat d'Europe de natation.

### Décembre
- 11 décembre : attentats de Stockholm en Suède.